# Ampilly-le-Sec
Ne doit pas être confondu avec Ampilly-les-Bordes.
Ampilly-le-Sec est une commune française située dans le canton de Châtillon-sur-Seine du département de la Côte-d'Or, en région Bourgogne-Franche-Comté.

## Géographie

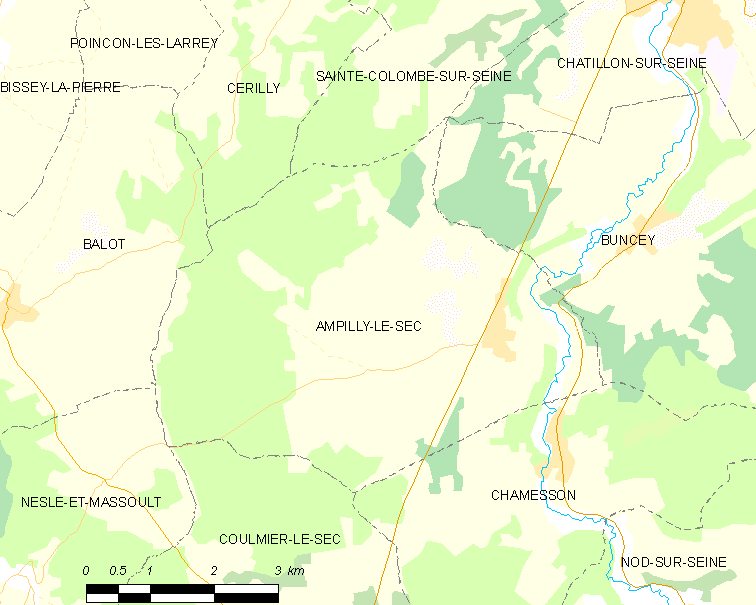

### Localisation
La commune d'Ampilly-le-Sec s'étend sur 24,4 km2 à une altitude comprise entre 231 et 314 mètres. Elle est située à 280 mètres d'altitude en moyenne et la Seine la traverse sur sa limite est.

### Hydrographie
Essentiellement située sur le plateau, Ampilly est traversée à l'est par la Seine qui alimentait un moulin et une ancienne forge.

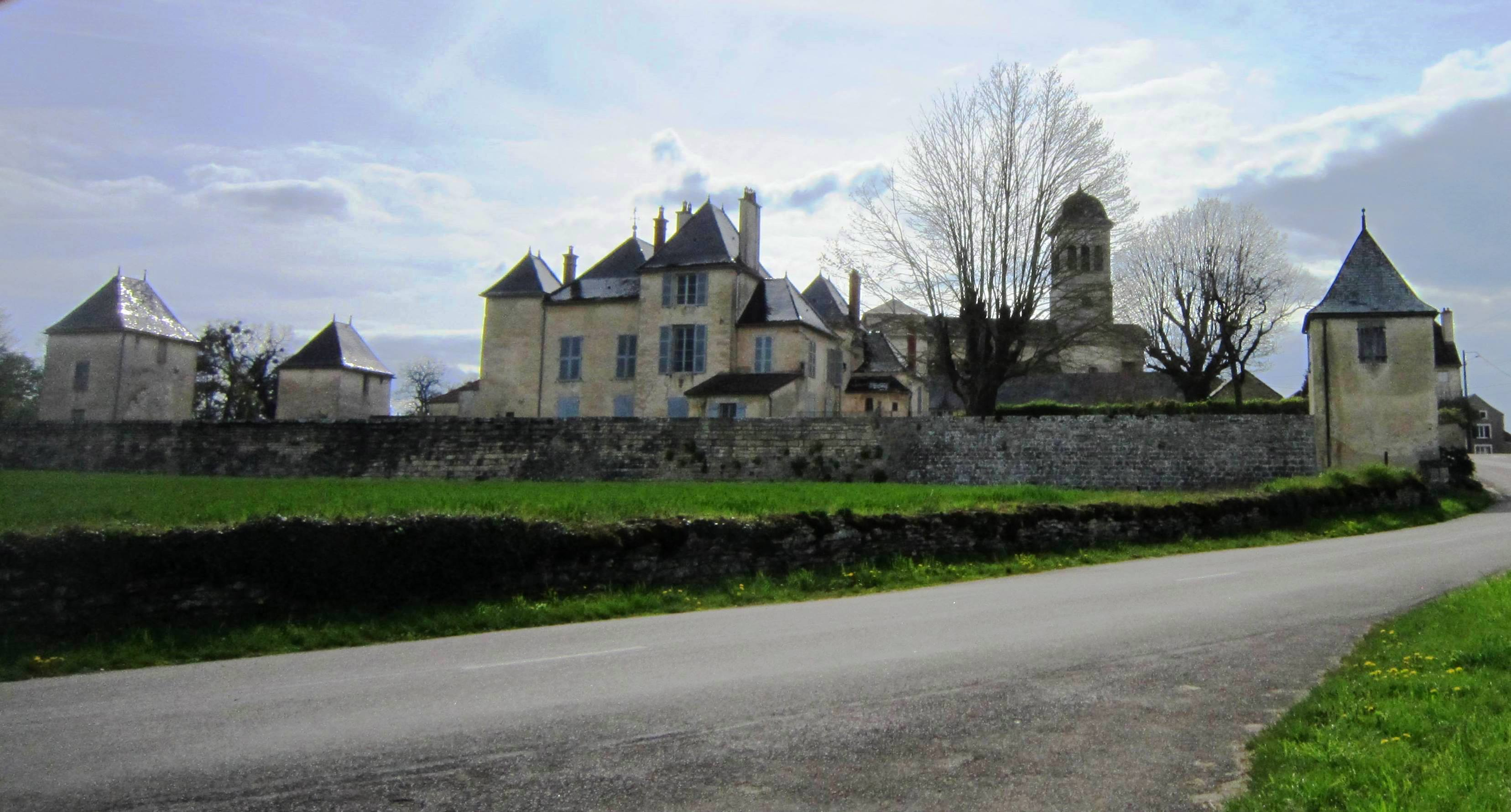
Le château et l’église sur le plateau.
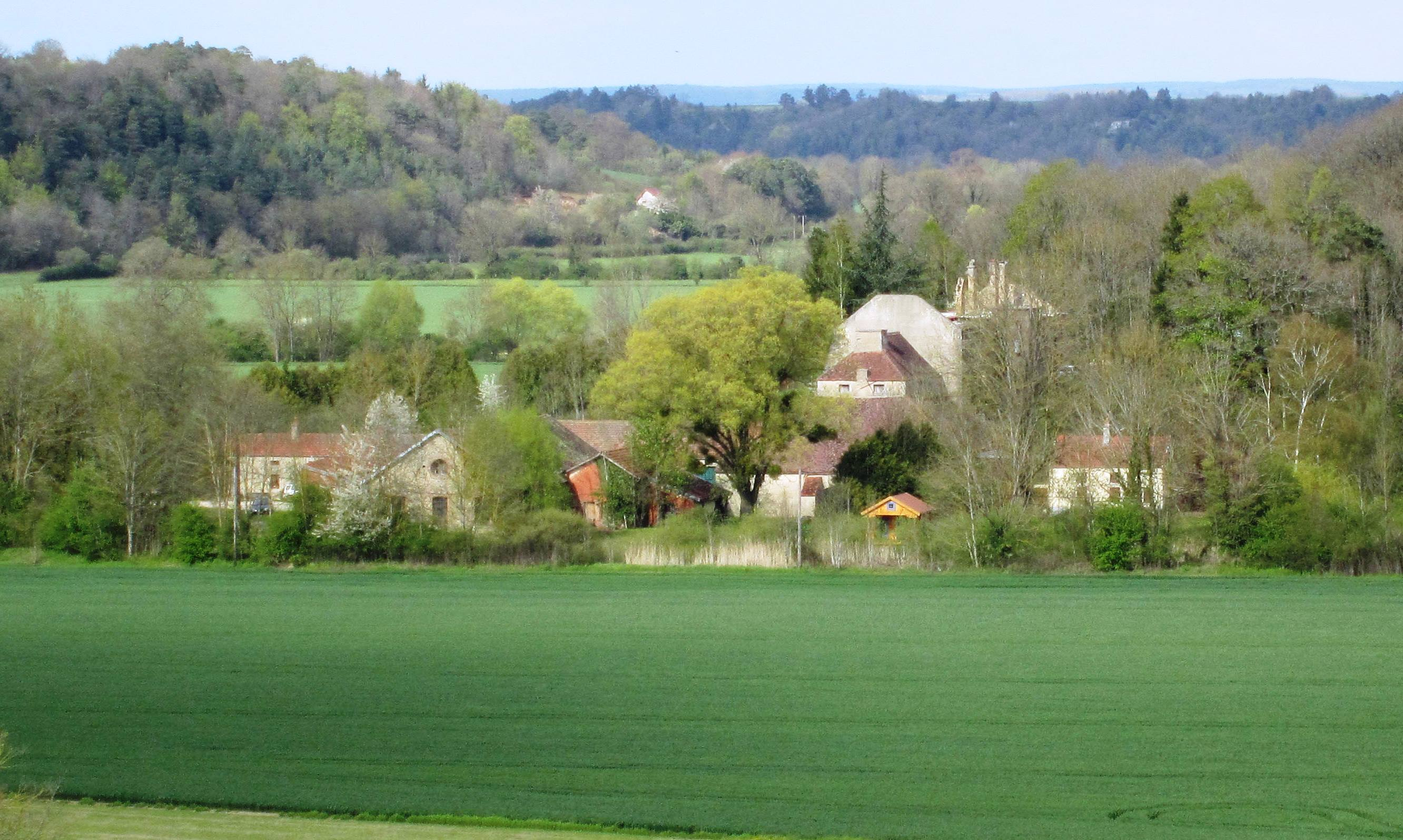
Les forges en fond de vallée.

### Climat
Pour des articles plus généraux, voir Climat de la Bourgogne-Franche-Comté et Climat de la Côte-d'Or.
En 2010, le climat de la commune est de type climat des marges montargnardes, selon une étude du Centre national de la recherche scientifique s'appuyant sur une série de données couvrant la période 1971-2000. En 2020, Météo-France publie une typologie des climats de la France métropolitaine dans laquelle la commune est exposée à un climat océanique altéré et est dans la région climatique Lorraine, plateau de Langres, Morvan, caractérisée par un hiver rude (1,5 °C), des vents modérés et des brouillards fréquents en automne et hiver.
Pour la période 1971-2000, la température annuelle moyenne est de 10,2 °C, avec une amplitude thermique annuelle de 15,9 °C. Le cumul annuel moyen de précipitations est de 887 mm, avec 12,6 jours de précipitations en janvier et 8,3 jours en juillet. Pour la période 1991-2020, la température moyenne annuelle observée sur la station météorologique de Météo-France la plus proche, « Châtillon/Seine », sur la commune de Châtillon-sur-Seine à 6 km à vol d'oiseau, est de 10,8 °C et le cumul annuel moyen de précipitations est de 832,8 mm,. Pour l'avenir, les paramètres climatiques de la commune estimés pour 2050 selon différents scénarios d'émission de gaz à effet de serre sont consultables sur un site dédié publié par Météo-France en novembre 2022.

## Urbanisme

### Typologie
Au 1er janvier 2024, Ampilly-le-Sec est catégorisée commune rurale à habitat dispersé, selon la nouvelle grille communale de densité à 7 niveaux définie par l'Insee en 2022.
Elle est située hors unité urbaine. Par ailleurs la commune fait partie de l'aire d'attraction de Châtillon-sur-Seine, dont elle est une commune de la couronne,. Cette aire, qui regroupe 60 communes, est catégorisée dans les aires de moins de 50 000 habitants,.

### Occupation des sols
L'occupation des sols de la commune, telle qu'elle ressort de la base de données européenne d’occupation biophysique des sols Corine Land Cover (CLC), est marquée par l'importance des territoires agricoles (57,6 % en 2018), une proportion sensiblement équivalente à celle de 1990 (57,7 %). La répartition détaillée en 2018 est la suivante : terres arables (54,1 %), forêts (40,9 %), zones agricoles hétérogènes (2,2 %), zones urbanisées (1,5 %), prairies (1,3 %). L'évolution de l’occupation des sols de la commune et de ses infrastructures peut être observée sur les différentes représentations cartographiques du territoire : la carte de Cassini (XVIIIe siècle), la carte d'état-major (1820-1866) et les cartes ou photos aériennes de l'IGN pour la période actuelle (1950 à aujourd'hui).

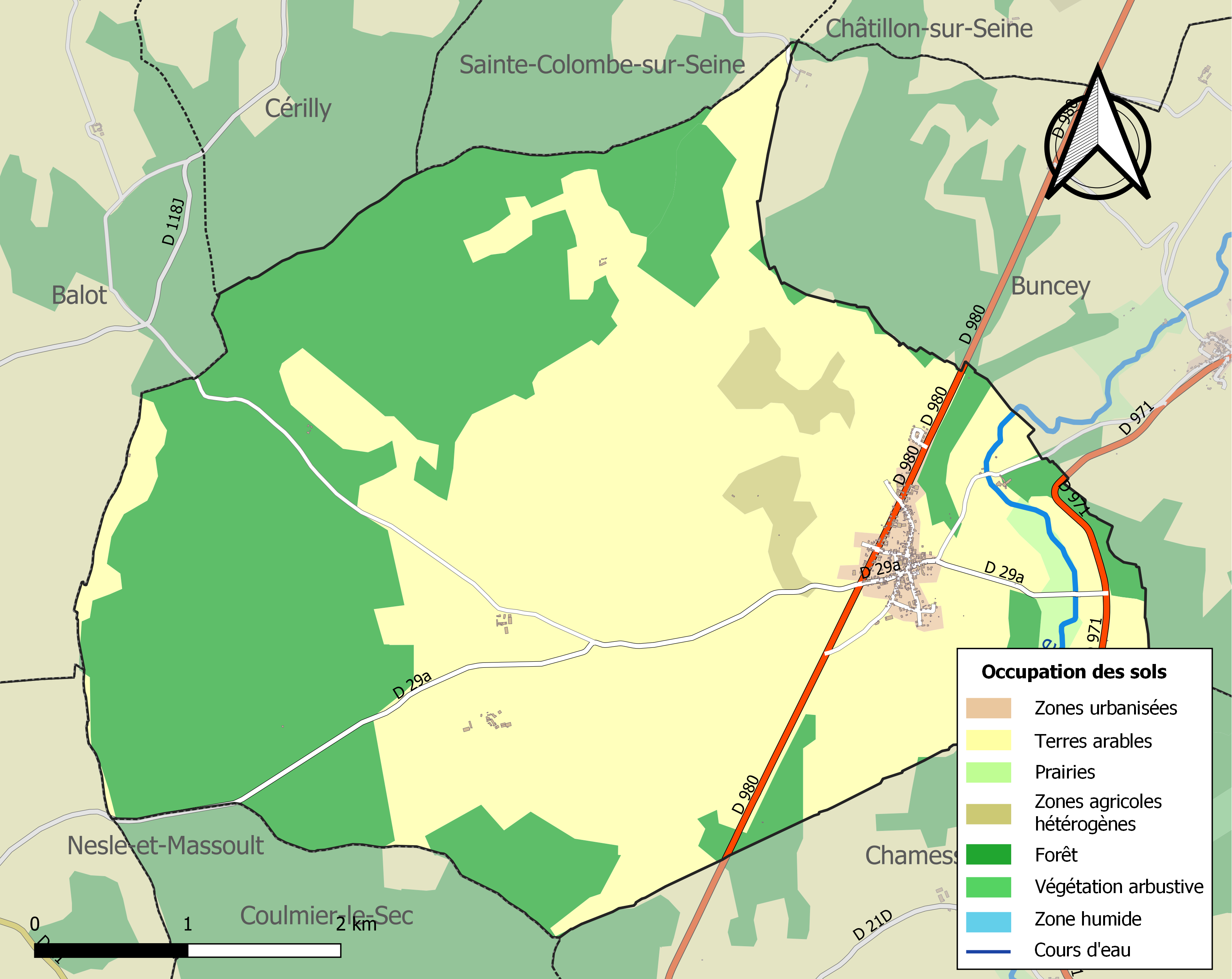
Carte des infrastructures et de l'occupation des sols de la commune en 2018 (CLC).

### Voies de communication et transports
Ampilly est située sur la départementale 980 reliant Châtillon-sur-Seine à Cluny.
La commune est desservie par la ligne de cars reliant Châtillon-sur-Seine à la gare de Montbard (TGV).

## Histoire

### Antiquité
Les fouilles de divers tumulus montrent une occupation à l'époque du Hallstatt et dès 1831 celle d'une villa qui a livré 300 pièces de monnaie du IIIe siècle attestent de la pérennité du peuplement.

### Moyen Âge
Une nécropole aux limites de Chamesson et les sarcophages déterrés lors de la construction de la nouvelle église vers 1830 établissent l'existence d'une agglomération mérovingienne.
Certains écarts sont anciens : Forfol est cité dès 1245. Jusqu'à la Révolution, Ampilly relève du duché de Bourgogne par le bailliage de Châtillon et de l'évêché de Langres.

### Époque moderne
Au XVIIe siècle, un haut-fourneau et sa forge fonctionnent déjà en un lieu qui exploite l'énergie d'une chute d'eau importante sur la Seine.
Cette installation connaît un développement industriel certain à partir de 1829 avant d'être reconvertie en tréfilerie fournissant la pointerie de Chamesson. Aujourd'hui abandonné, le site fait l'objet de mesures de conservation.

## Politique et administration
| Période                                  | Période   | Identité         | Étiquette | Qualité              |
| ---------------------------------------- | --------- | ---------------- | --------- | -------------------- |
| vers 1970                                |           | Jean Drouelle    |           |                      |
| mars 1986                                | mars 1991 | Pierre Terrillon |           |                      |
| mars 1991                                | mars 2001 | Louis Charbonnet |           | Agriculteur          |
| mars 2001                                | En cours  | René Regnault    | DVD       | Agriculteur retraité |
| Les données manquantes sont à compléter. |           |                  |           |                      |

## Démographie
L'évolution du nombre d'habitants est connue à travers les recensements de la population effectués dans la commune depuis 1793. Pour les communes de moins de 10 000 habitants, une enquête de recensement portant sur toute la population est réalisée tous les cinq ans, les populations de référence des années intermédiaires étant quant à elles estimées par interpolation ou extrapolation. Pour la commune, le premier recensement exhaustif entrant dans le cadre du nouveau dispositif a été réalisé en 2007.

En 2022, la commune comptait 329 habitants, en évolution de −7,58 % par rapport à 2016 (Côte-d'Or : +0,82 %, France hors Mayotte : +2,11 %).
| 1793 | 1800 | 1806 | 1821 | 1831 | 1836 | 1841 | 1846 | 1851 |
| ---- | ---- | ---- | ---- | ---- | ---- | ---- | ---- | ---- |
| 476  | 517  | 536  | 536  | 525  | 645  | 664  | 603  | 590  |

| 1856 | 1861 | 1866 | 1872 | 1876 | 1881 | 1886 | 1891 | 1896 |
| ---- | ---- | ---- | ---- | ---- | ---- | ---- | ---- | ---- |
| 626  | 548  | 605  | 577  | 553  | 570  | 560  | 505  | 449  |

| 1901 | 1906 | 1911 | 1921 | 1926 | 1931 | 1936 | 1946 | 1954 |
| ---- | ---- | ---- | ---- | ---- | ---- | ---- | ---- | ---- |
| 468  | 416  | 416  | 365  | 337  | 413  | 372  | 356  | 386  |

| 1962 | 1968 | 1975 | 1982 | 1990 | 1999 | 2006 | 2007 | 2012 |
| ---- | ---- | ---- | ---- | ---- | ---- | ---- | ---- | ---- |
| 353  | 333  | 360  | 384  | 424  | 377  | 373  | 372  | 366  |

| 2017 | 2022 | - | - | - | - | - | - | - |
| ---- | ---- | - | - | - | - | - | - | - |
| 348  | 329  | - | - | - | - | - | - | - |

## Culture locale et patrimoine

### Lieux et monuments
- Le château construit au XVIIIe siècle par les Sommyèvre fut la demeure des seigneurs d’Ampilly. Remanié partiellement en 1828 par M. Cousturier, il est aujourd’hui une propriété privée.
- L'ancienne forge dont l'origine remonte à la seconde moitie du XVIe siècle fait l'objet d'un important travail de restauration[17].  Inscrit MH (1986)[18].
- L'église Saint-Pierre-Saint-Paul remplace en 1827 une autre église vétuste et démolie[19]. Construite aux frais de la commune[20] son architecture est dans le style de l'église de Voulaines-les-Templiers  et de celle de Grancey-sur-Ource datées de la même époque. Un large portique à hautes colonnes doriques soutient un fronton triangulaire en façade et le clocher de plan carré s'élève juste derrière au-dessus de la porte d'entrée. Elle renferme deux statues du XVIe de ses deux saints patrons.

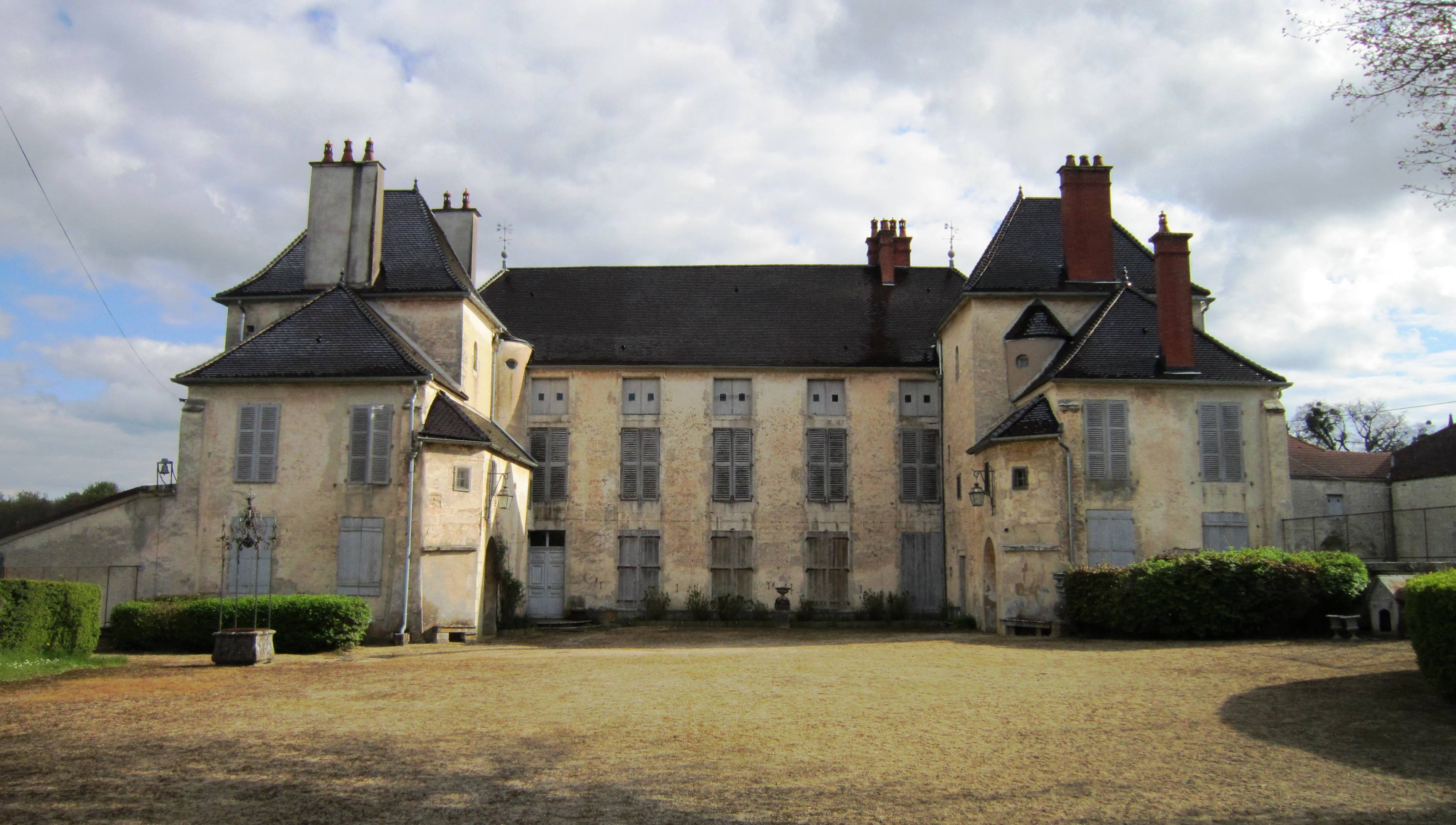
Le château.
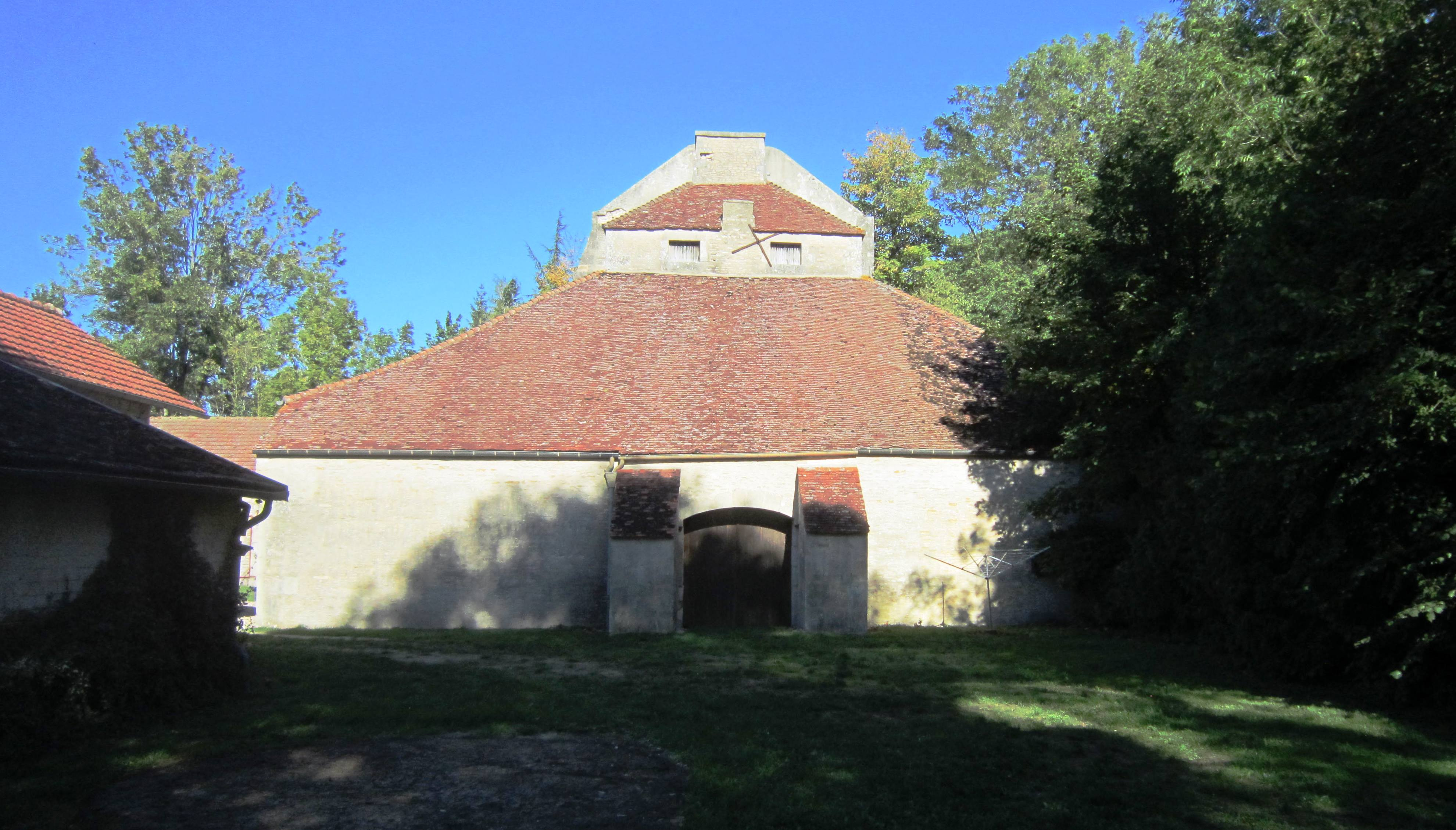
L'ancienne forge.

### Personnalités liées à la commune
- Anne-Nicole Voullemier (1792-1882), née à Ampilly-le-Sec, peintre française.

### Héraldique
| Blason | Blasonnement : D'azur aux deux rencontres de cerfs d'or posés en pal, au chef d'argent chargé de trois roues de moulin de gueules. |